# فوبیان کوملینوویچ
فوبیان کوملینوویچ (کرواتی: Fabijan Komljenović؛ زادهٔ ۱۶ ژانویهٔ ۱۹۶۸) بازیکن سابق و مربی فوتبال اهل کرواسی است.
از باشگاه‌هایی که در آن بازی کرده‌است می‌توان به باشگاه فوتبال دینامو زاگرب، باشگاه فوتبال شالکه ۰۴، باشگاه فوتبال خنک، باشگاه فوتبال پوهانگ استیلرز، باشگاه فوتبال زاگرب، باشگاه فوتبال رییکا، و باشگاه فوتبال خرواتسکی دراگوولیاتس اشاره کرد.
وی همچنین در تیم ملی فوتبال کرواسی بازی کرده‌است.